# San Lesmes
La San Lesmes era una de les caravel·les de l'expedició de García Jofre de Loaisa que es va perdre al Pacífic, el 1526. Al segle xx es van trobar indicis de les seves restes a Amanu, una de les illes Tuamotu. Algunes especulacions indiquen que la tripulació va sobreviure i que o bé van seguir fins a Austràlia, o bé es van quedar a les illes veïnes d'Amanu deixant rastres culturals que arribarien fins a Nova Zelanda.

## L'expedició de García Jofre de Loaisa
El juliol del 1525 partia de La Corunya la segona expedició al Pacífic després de Magallanes. L'objectiu del rei Carles I de Castella era disputar les illes Moluques als portuguesos. La flota estava constituïda per set vaixells amb García Jofre de Loaisa de capità general i l'acompanyaven alguns veterans de la primera circumnavegació com el mateix Juan Sebastián Elcano que era el segon comandant i pilot major. Tant Loaisa com Elcano moririen durant el viatge. Només la nau capitana Santa Maria de la Victoria aconseguiria arribar a les Moluques. Tres dels vaixells no aconsegueixen passar l'estret de Magallanes, i sis dies després d'entrar al Pacífic perden de vista la caravel·la San Lesmes l'1 de juny del 1526.
La caravel·la era de 80 tones. El capità aleshores era Diego Alonso de Solís que havia substituït a Francisco de Hoces. La tripulació s'estima en entre cinquanta i seixanta homes, la meitat gallecs i alguns bascos i flamencs.

## Hipòtesi de Roger Hervé
Roger Hervé era conservador del Departament de Mapes de la Biblioteca Nacional de París i va escriure, el 1982, Découverte fortuite de l'Australie et de la Nouvell-Zélande par des navigateurs portugais et espagnols entre 1521 et 1528. Manté que la San Lesmes va seguir el seu viatge cap a l'oest, intentant arribar a les illes Moluques, i es va trobar amb Nova Zelanda i Tasmània. Des d'aquí van seguir el litoral est d'Austràlia cap al nord fins que van ser capturats pels portuguesos. Existeixen alguns indicis de noms portuguesos o castellans en mapes antics d'Austràlia, anomenada "Java la Gran", i una vaga referència portuguesa a una nau espanyola perduda.

## Hipòtesi de Robert Langdon
El 1929, l'administrador de les Tuamotu François Hervé, que no té cap relació amb Roger Hervé, va trobar quatre canons als esculls d'Amanu. En va poder recuperar un que va portar al museu de Papeete però anys després va desaparèixer. El 1969, quan els francesos van instal·lar una base militar a Hao, prop d'Amanu, com a suport per les proves nuclears a Moruroa i Fangataufa, el capità Hervé Le Goaziou va recuperar dos canons més. La repetició dels noms Hervé és pura casualitat. L'anàlisi dels canons, d'uns 560 quilos, no porta a una conclusió definitiva sobre el seu origen i la seva antiguitat. Sembla que podrien ser espanyols del segle xvi. Segons les tradicions orals recollides a Amanu, algunes famílies són descendents dels supervivents d'un naufragi d'aquella època.
Robert Langdon és un investigador australià de la Universitat de Canberra. Va escriure, el 1975, The Lost Caravel («La caravel·la perduda»), que va ampliar, el 1988, a The Lost Caravel re-explored («La caravel·la perduda explorada de nou»). Repassant tots els vaixells desapareguts i naufragats, al segle xvi al Pacífic, arriba a la conclusió que els canons d'Amanu només poden ser de la San Lesmes. A base d'observacions culturals i genètiques construeix la hipòtesi que els tripulants de la San Lesmes van sobreviure i que, junt amb els seus descendents, es van escampar per altres illes deixant una marcada influència.
Segons Langdon, la San Lesmes es va desviar de la resta de l'expedició per culpa d'una tempesta que la va portar al nord-oest. Va encallar als esculls d'Amanu i van tirar per la borda els canons i altre llast per reflotar la caravel·la. Molt malmesa arriben a fins a Anaa, on desembarquen alguns tripulants. Segueixen fins a Raiatea on s'estableixen durant un temps per reparar el vaixell o construir-ne un de nou. Anys després un altre grup tornar a intentar el viatge cap a l'oest fins a arribar a Nova Zelanda.
Langdon afirma que els nàufrags i els seus descendents van ocupar una posició preeminent a les illes on es van establir. La influència genètica explicaria perquè els primers exploradors europeus (Pedro Fernández de Quirós 80 anys més tard, i James Cook 240 anys més tard) van trobar barrejats amb els indígenes uns individus de pell clara, ulls clars i pèl roig o ros. La similitud europea fins i tot explicaria l'atracció mítica envers les dones dels Mars del Sud. La influència espiritual es notaria a partir de la religió que va sorgir a Raiatea al voltant del déu Oro. Explicaria les similituds de la creació del món amb el Gènesi i l'existència del concepte de la Santíssima Trinitat. Una altra influència seria la construcció de la piragua doble amb vela llatina i la construcció d'unes barques amb casc. La influència cultural explicaria perquè, en algunes illes, se saludaven encaixant les mans o perquè al segle xvi comencen a aparèixer a Nova Zelanda unes construccions similars als hórreos, els graners gallecs.